# Orcus ovalis
Orcus ovalis är en skalbaggsart som beskrevs av Blackburn 1892. Orcus ovalis ingår i släktet Orcus och familjen nyckelpigor. Inga underarter finns listade i Catalogue of Life.